# Unione Sportiva Alta Italia
L’Unione Sportiva Alta Italia, o più semplicemente Alta Italia, fu una squadra di calcio di Cuneo d’inizio Novecento. Antesignana delle varie incarnazioni del Cuneo Calcio, non ne contribuisce tuttavia alla tradizione sportiva cittadina.

## Storia
La prima vera squadra calcistica a carattere agonistico a Cuneo nacque nel 1905 per iniziativa dell'Unione Sportiva Alta Italia, fondata un anno prima come club di ciclismo e poi rapidamente trasformatasi in polisportiva. Suoi colori sociali erano il bianco e il nero.
Nel febbraio del 1906 la squadra di calcio dell'Alta Italia disputò la sua prima partita regolamentare, battendo per 3-0 in amichevole la Jolanda Margherita di Saluzzo, quindi nove mesi dopo partecipò al suo primo campionato in ambito provinciale.
Il campo di piazza d'Armi si rivelò ben presto insufficiente per le necessità agonistiche, sicché nel 1910 la giunta comunale autorizzò la realizzazione di un più ampio terreno da gioco regolamentare in piazza della Cavalleria (poi piazza Regina Elena e infine piazza Martiri della Libertà), che venne infine ultimato e completato il 21 settembre 1913.
Nel 1914 l'Alta Italia formalizzò l'affiliazione alla FIGC, con susseguente iscrizione al I girone piemontese di Promozione: l'ormai imminente adesione dell'Italia alla prima guerra mondiale tuttavia causò la defezione di gran parte dei giocatori, sicché già il 1º aprile 1915 la società fu costretta a ritirarsi dal campionato. Nel tentativo di superare le difficoltà l'Alta Italia si fuse con la concittadina polisportiva La Rola, dando origine all'Unione Sportiva Cuneese, ma ciò non bastò a consolidare la situazione: l'assemblea sociale del 21 giugno 1915 non poté far altro che prendere atto dell'insufficienza dell'organico, deliberando pertanto la totale sospensione delle attività a tempo indeterminato.
A guerra conclusa la società si riorganizzò: il 16 agosto 1919 le attività ripresero sotto l'originaria denominazione di Alta Italia. In tale frangente ebbe però luogo una scissione, giacché un gruppo di giocatori scelse di procedere in modo autonomo con un proprio club, per il quale venne riutilizzato il nome della Cuneese.
In un primo tempo la rifondata Alta Italia scelse di affiliarsi all'Unione Libera Italiana del Calcio e il 2 luglio 1922 vinse a Milano la prima edizione del Torneo Popolare organizzato tra squadre "liberiste" (così erano soprannominati gli affiliati all'ULIC); nelle due stagioni successive ri-concorse alla medesima competizione, piazzandosi in sequenza terza e seconda.
Nel 1924 l'Alta Italia rientrò nei ranghi della FIGC, che la inserì nel campionato piemontese di Quarta Divisione: vincendolo immediatamente (nel 1924-1925) i bianconeri cuneesi iniziarono a scalare le categorie, arrivando già nel 1927 a militare in Seconda Divisione (terza serie).
Sempre nel 1927 la pratica sportiva cittadina venne riunificata su sollecito delle autorità fasciste: l'Alta Italia, la Cuneese e la polisportiva Vigor vennero pertanto fuse nella Polisportiva La Fedelissima Cuneese. L'esperimento ebbe però vita breve: nel giro di tre anni i debiti accumulati divennero tanto esorbitanti da spingere la Fedelissima a ritirarsi alla 17ª giornata del girone A della Seconda Divisione Nord 1929-1930. Sulle ceneri di questa esperienza, pagati gli ingenti debiti, venne creata la squadra rossonera della Cuneo Sportiva.